# Severní moře
Severní moře (anglicky North Sea, francouzsky Mer du Nord, německy Nordsee, západofrísky Noardsee, nizozemsky Noordzee, dánsky Nordsøen, norsky Nordsjøen) je okrajové, šelfové moře Atlantského oceánu. Nachází se na severozápadě Evropy. Na západě je ohraničeno Britskými ostrovy, Orknejemi a Shetlandami, na východě Skandinávským a Jutským poloostrovem a na jihu pobřežím Evropy. Omývá pobřeží Velké Británie, Francie, Belgie, Nizozemska, Německa, Dánska a Norska. Má rozlohu 570 000 km². Dosahuje průměrné hloubky 96 m a maximální 809 m ve Skagerraku. Celkový objem vody je 42 000 km³.
Země na pobřeží Severního moře se na přelomu středověku a novověku staly nejvyspělejší částí světa a patří k nim dodnes. Nachází se tu největší evropský přístav Rotterdam a řada dalších světově významných přístavů (Londýn, Hamburk, Antverpy). Na dně Severního moře se nacházejí významná ložiska ropy a plynu a nová ložiska stále přibývají.

## Průlivy, zálivy, ostrovy

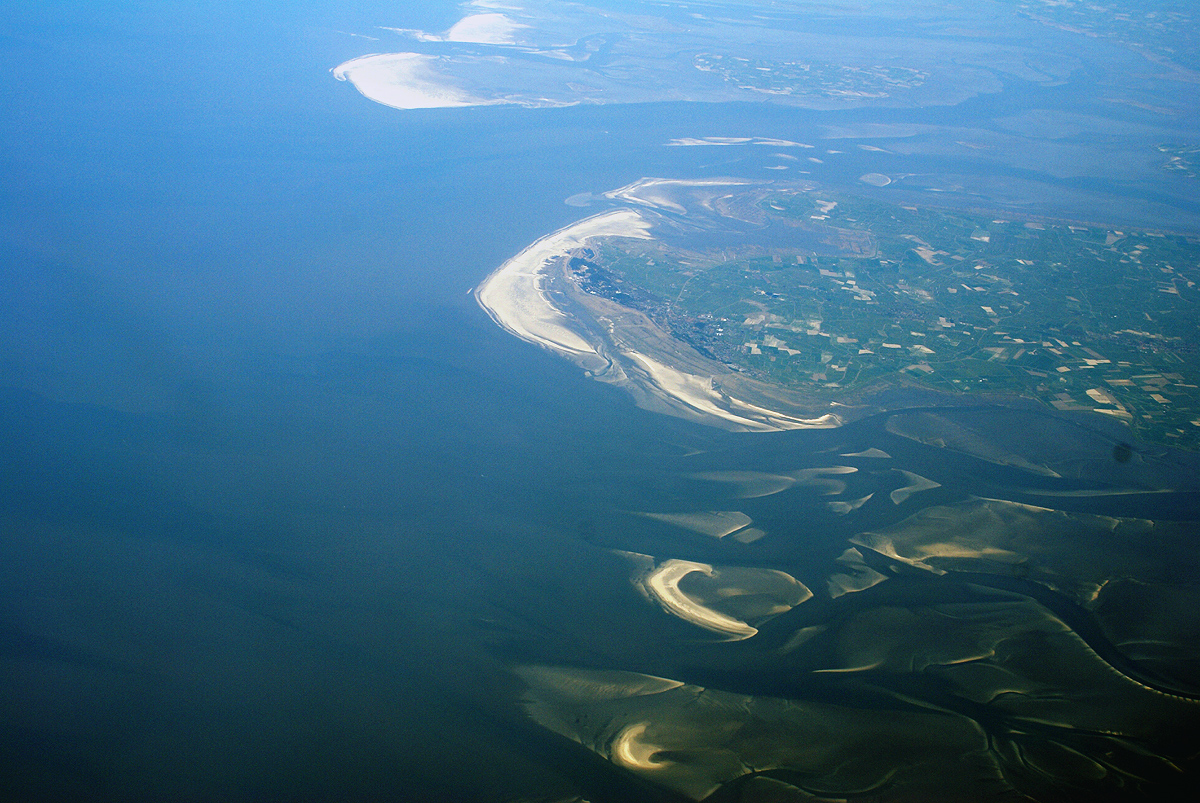
Německé pobřeží

Na severu přechází v Norské moře. Na východě je spojeno s Baltským mořem přes Dánské úžiny (Skagerrak, Kattegat, Öresund, Velký Belt, Malý Belt). S Atlantským oceánem je spojeno na jihozápadě přes Calaiskou úžinu a průliv La Manche a na severozápadě přes průlivy mezi ostrovy (Pentland Firth).
Pobřeží je velmi rozdílné. Na severovýchodě se nacházejí fjordy (Boknafjorden, Hardangerfjorden, Bjørnafjorden v Norsku a Limfjorden a Ringkøbing Fjord v Dánsku) s velkým množstvím ostrovů (Bømlo, Stord, Huftarøy, Tysnesøy, Store Sotra, Askøy v Norsku, Mors v Dánsku). Na jihovýchodě je pobřeží převážně rovné, nízké a písčité. Na jihu se nacházejí laguny (Deutsche Bucht, Helgoländer Bucht, Waddenzee) a písečné mělčiny. Na západě jsou velké mělké zálivy (Moray Firth, Firth of Forth, The Wash) a estuáry (Temže). Východní pobřeží Nizozemska je sužováno povodněmi, a proto je celé obklopeno hrázemi. Na odkrytém moři nejsou žádné ostrovy, jen podél východního břehu se táhne řetěz Fríských ostrovů a severně od nich leží ostrov Helgoland.

## Charakteristika dna
Povrch dna představuje rovinu mírně nakloněnou k severu s hloubkami od 20 až 30 m do 150 až 170 m. Nachází se zde množství nevelkých mělčin tzv. lavic (Doggerská lavice), které jsou složené odplavenými produkty morénových usazenin ledovce. Ten v pleistocéně pokrýval celé mořské dno. V jihozápadní části se nacházejí nevelké písčito-štěrkové hřebeny protáhnuté na severovýchod, které jsou vytvářeny přílivovými proudy. Také jsou zde úzké úžlabiny hluboké přibližně 200 m (Devil's Hole), které jsou pozůstatky říčních dolin. Před 10 tisíci lety byl jižní úsek Severního moře bažinatou planinou, kudy táhli losi a jeleni a žili tu i lidé. Až těsně před rokem 6000 př. n. l. byla Velká Británie oddělena od evropské pevniny zdvihem hladiny způsobeným oteplením po konci doby ledové. U pobřeží Norska se táhne žlab (Norský příkop), vzniklý podél linie zlomu, který je hluboký 300 až 400 m (ve Skagerraku až 800 m).
Dno je tvořeno tlustými (10 až 12 km) vrstvami usazenin od permských (a možná i starších) až po antropogenní (včetně ledovcových). Ty vytvářejí systém plochých vyvýšenin a propadlin. Největší vyvýšeniny jsou Jutská a Doggerská lavice. Nejvýznamnější propadliny jsou Severní, Severodánská a Anglická. Vyvýšeniny a jejich svahy se vyznačují protáhlými a kruhovými ohyby vrstev, se kterými jsou spojeny naleziště ropy, zemního plynu a černého uhlí (Ekofisk v Norském sektoru). Permské usazeniny obsahují velké zásoby soli, které vytvářejí mnohé kopule a antiklinály pronikající do vyšších vrstev protáhnuté ze severu na jih. Usazeniny na dně zakrývají na východě oblast předkambrijské východoevropské pánve, na severozápadě kaledonské Norsko a Skotsko a ve střední části oblast bajkalského vrásnění.
Na dně se také nachází pravděpodobný impaktní kráter Silverpit. Podle jedné hypotézy vznikl před 66 miliony let v důsledku dopadu úlomku stejného tělesa (pravděpodobně velkého asteroidu), které vytvořilo kráter Chicxulub na území Mexického zálivu. Katastrofa na konci křídy způsobila hromadné vymírání druhů (zejména dinosaurů) a vzniklá tsunami způsobila obrovské globální povodně.

## Klima

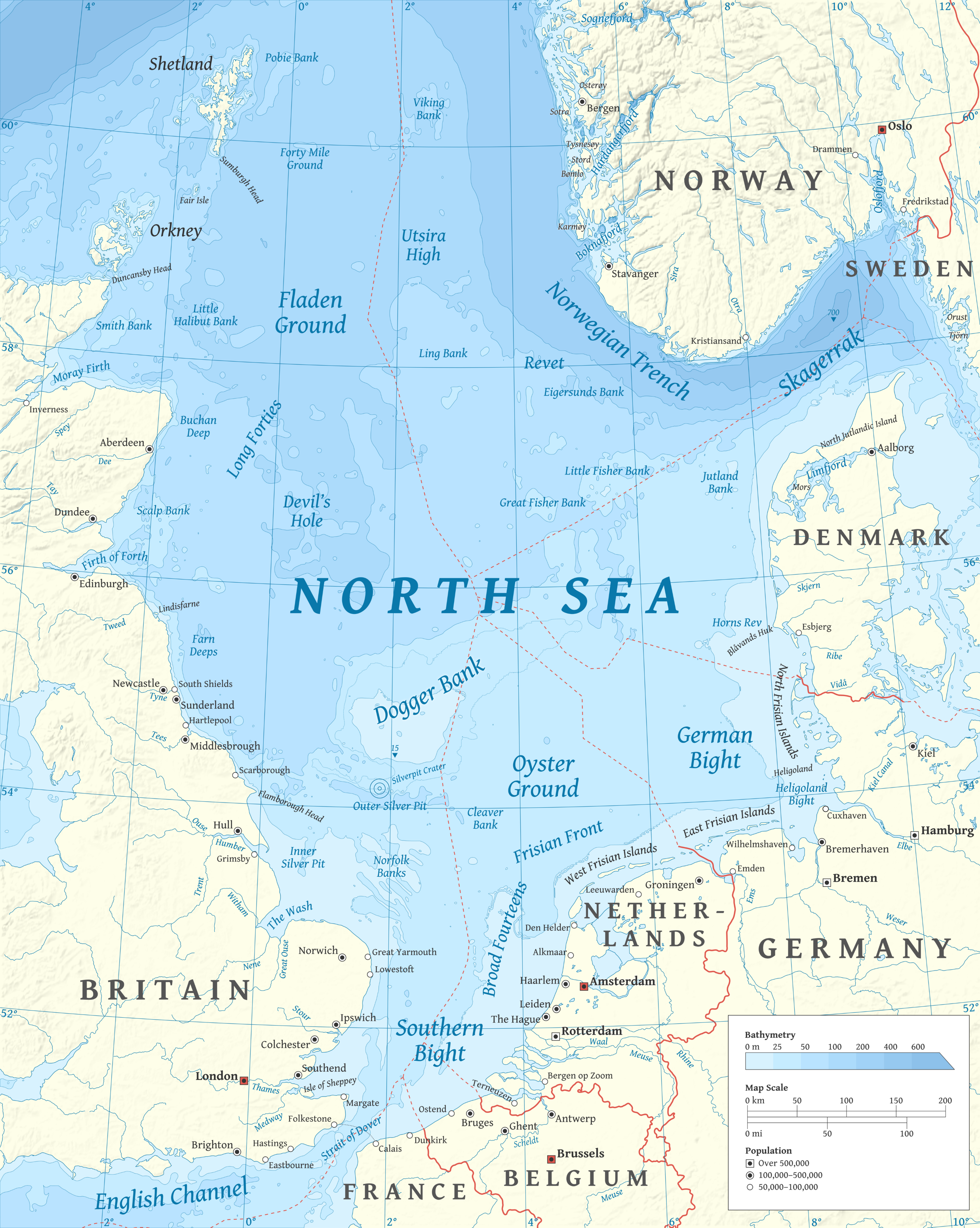
Hloubky a anglické názvy oblastí

Podnebí je mírné. Je pod neustálým vlivem teplého Golfského proudu a tlakové níže nad Islandem. Zima je krátká, přiměřeně mírná a léto chladné. V průběhu roku převládají západní a jihozápadní větry, které dosahují největší síly v zimě. Od listopadu do března je nejvyšší četnost bouří. Častá změna cyklón a anticyklón způsobuje vysokou nestálost počasí.
Průměrná teplota vzduchu je v únoru od 0 °C na východě do -5 °C na západě a v srpnu od 15 °C na severu do 17 °C na jihu. V zimě při severním větru může teplota klesnout až na -23 °C. Oblačnost v průběhu celého roku je 6 až 7 stupňů s maximem v zimě. Časté jsou mlhy, jejichž četnost v létě stoupá z jihu na sever a po zbytek sezóny naopak. Roční úhrn srážek se zvětšuje od jihu (600 až 700 mm) k severu (1 000 mm). V zimě je časté sněžení doprovázené silným nárazovým větrem.
V dubnu 2009 byla v Hamburku zveřejněna studie spolkového úřadu pro mořskou plavbu a hydrografii, podle které se teplota na hladině Severního moře od 80. let 20. století zvýšila o 1 stupeň Celsia a nyní dosahuje v průměru 11 stupňů.

## Vlastnosti vody
Průměrná teplota vody na povrchu je v zimě 5 až 6 °C, na jihovýchodě se ochlazuje studenými pevninskými vodami na 2 °C. V létě je to 12 °C na severu, 16 až 17 °C ve střední části a 18 až 19 °C na jihovýchodě. Salinita je nejvyšší na severozápadě a jihozápadě 34,7 až 35,3 ‰ a ve střední části 34,5 až 34,7 ‰. Na severovýchodě klesá na 31 až 32 ‰ a na jihovýchodě na 29 až 31 ‰. Hloubkové teploty a slanost se jen málo odlišují od povrchové. Přílivy jsou dvanáctihodinové a jejich velikost je různá od 0,6 do 7,6 m. Větrný příboj v jižní části může dosahovat až 3 m a naopak při poklesu dosahují až 2,1 m. Při spojení přílivu a příboje může dojít ke katastrofálním záplavám, kdy je zatopena významná část nízkých pobřeží Nizozemska, Belgie, Velké Británie a Dánska. Větrem vytvářené vlny dosahují 8 až 10 m na severu a 6 až 7 m na jihu. Led se objevuje u břehů od prosince do března. V silných zimách může led na zhruba měsíc pokrýt i větší plochy. Voda je znečištěná průmyslovými odpady, zbytky ropných produktů a ropou.

## Proudy, přítoky

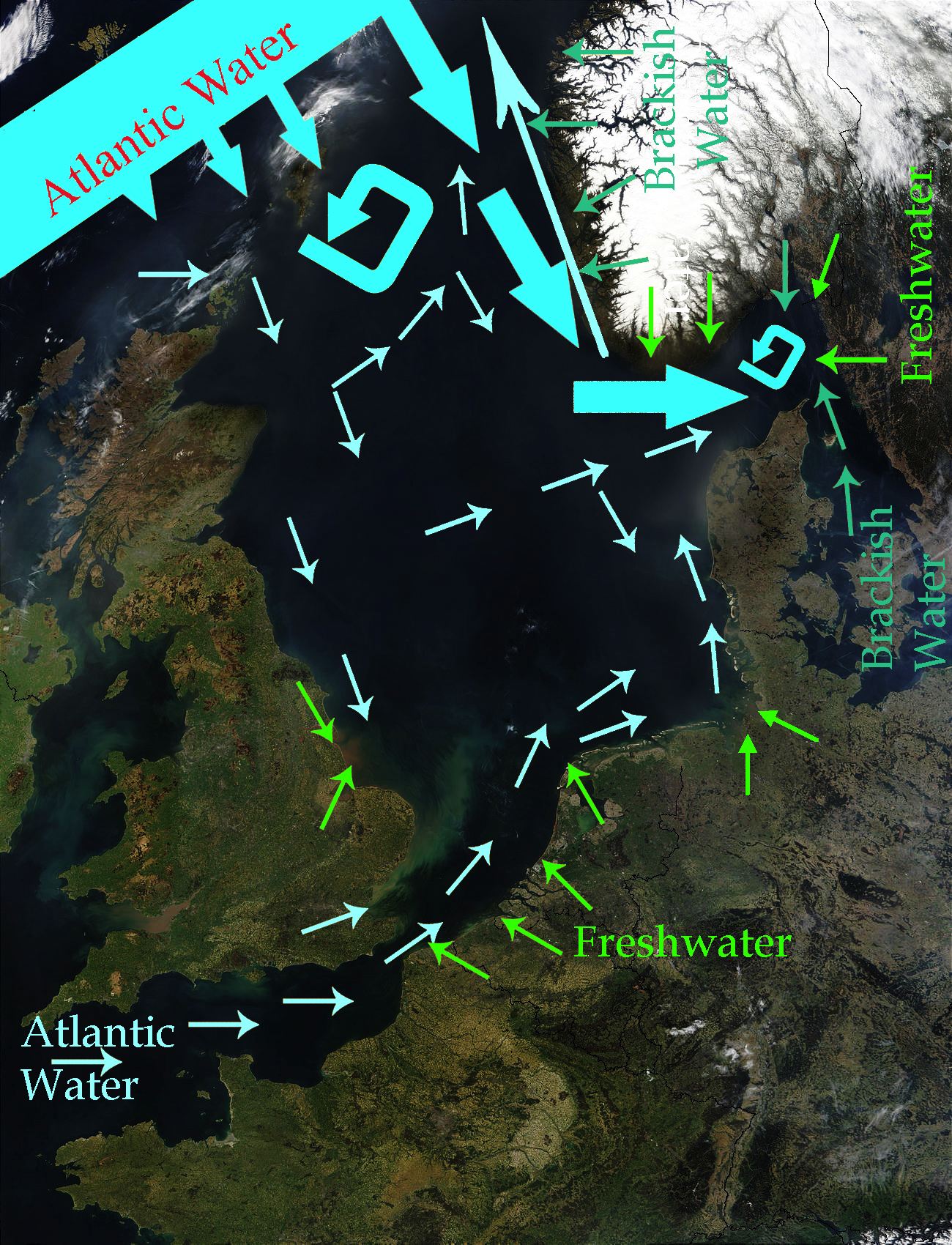
Oceánské proudy vstupují hlavně přes severní vstup a vystupují podél norského pobřeží

Hydrologické podmínky odpovídají geologické skladbě, klimatickým podmínkám, vodní výměně s Atlantským oceánem a Baltským mořem a přítoku z pevniny. Hlavní roli hraje teplá a slaná atlantická voda, která přitéká ze dvou směrů. Jeden proud přitéká mezi Shetlandami a severním koncem Britských ostrovů a druhý přes Calaiskou úžinu. Způsobují zvýšenou slanost v přilehlých oblastech Severního moře. Naopak méně slaná baltská voda postupuje do severovýchodní části přes průliv Skagerrak. Přítok z pevniny má vliv především na jihovýchodní část moře (Labe, Vezera, Emže, Rýn, Máza, Šelda, Temže). Přitékající voda vytváří v moři celkovou cyklonální cirkulaci, na kterou navazují místní cirkulace stejného směru. Voda odtéká do Norského moře mezi Skandinávským poloostrovem a Shetlandami. Rychlost povrchových proudů obvykle nepřevyšuje 0,3 m/s, ale vlivem větrů se jejich směr a rychlost může značně měnit. Hlavní roli hrají přílivové proudy, které přicházejí s dvanáctihodinovou periodou. Hlavní vlna přitéká ze severu a za 6 hodin dosahuje jižního pobřeží. Tady se potkává se slabší vlnou přicházející z průlivu La Manche. Rychlost vlny u Shetland dosahuje 18 km/hod. Přílivové vlny, které zasahují celou hloubku moře, mají velký vliv na promíchávání vody a vertikální vyrovnávání slanosti. Promíchávání vody větrem probíhá především v jižní mělké části moře.

## Flóra a fauna

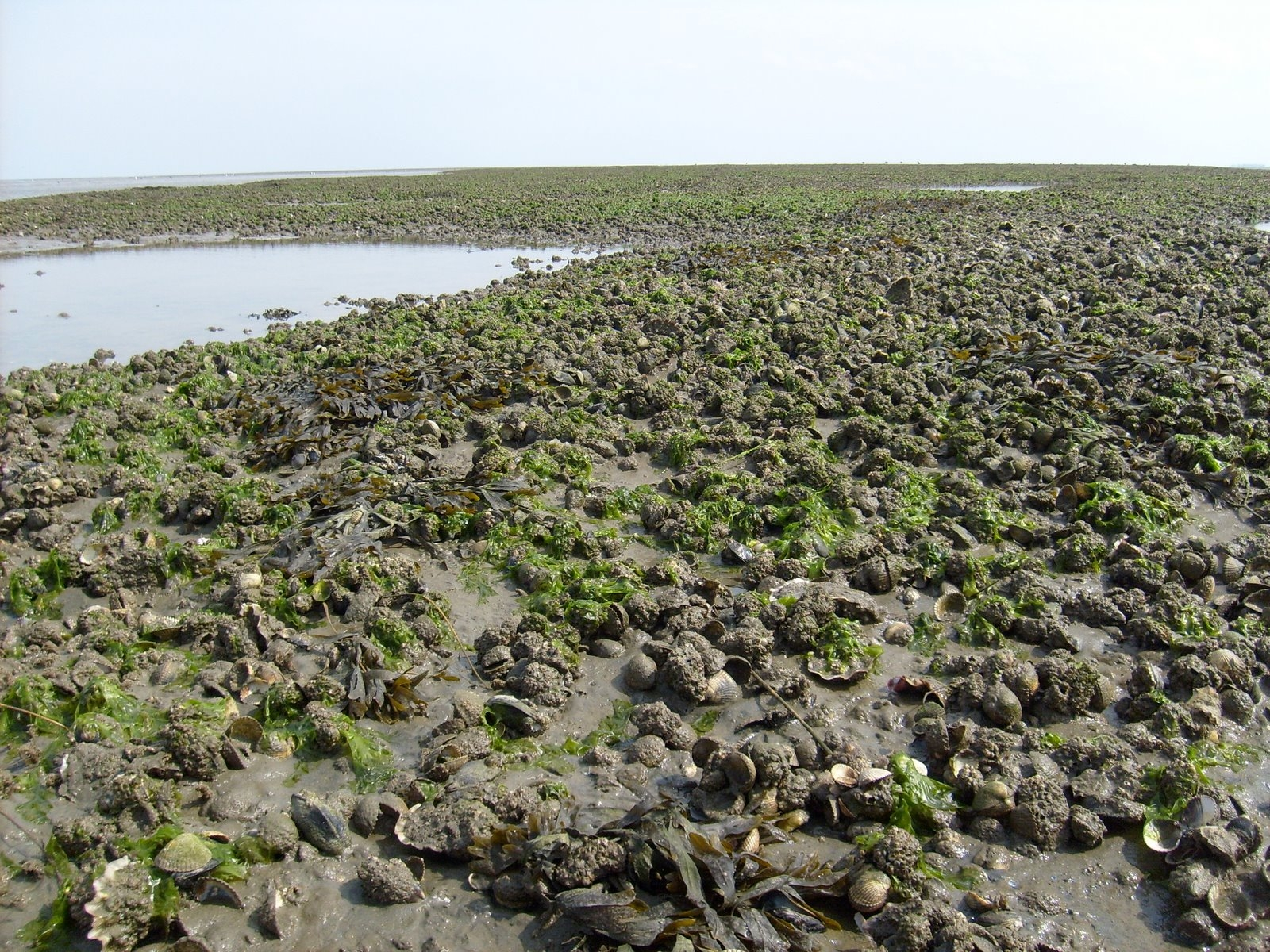
Slávky a další škleble ve Waddenském moři v Holandsku

Organický život je charakteristický pro Severoatlantickou zoogeografickou oblast. Je podobný Barentsovu moři, ale bohatší na teplomilné druhy. Pronikají sem také některé arktické druhy (až 20 %). V moři žije přibližně 300 druhů rostlin a 1500 druhů živočichů. Jsou to v moři obvyklé rozsivky (převážně na severu), plankton ale i větší zelené, hnědé a červené rostliny. Z živočichů jsou to korýši (asi 600 druhů), červi, měkkýši (asi 300 druhů), láčkovci a ryby (asi 100 druhů). Z mořských ptáků to jsou terejovití, rackovití, alkouni úzkozobí a tlustozobí. Pro litorály jsou charakteristické porosty fukoidů, velké kolonie slávek, svijonožců, pískovníků rybářských, blešivců. Hlouběji roste vocha mořská a žijí zde větší měkkýši (slávička obecná, hřebenatkovití, ústřice). Hustota biomasy je průměrně 350 g/m². V roce 1912 sem lodě zavlekly z Číny kraba říčního, který se rozmnožil zvláště na jihu a rozrušuje tam břehy. Z ryb se loví především platýs, treska obecná, treska jednoskvrnná, treska tmavá, makrely, sleď obecný, šprot obecný a některé druhy rejnoků a žraloků.

## Těžba ropy

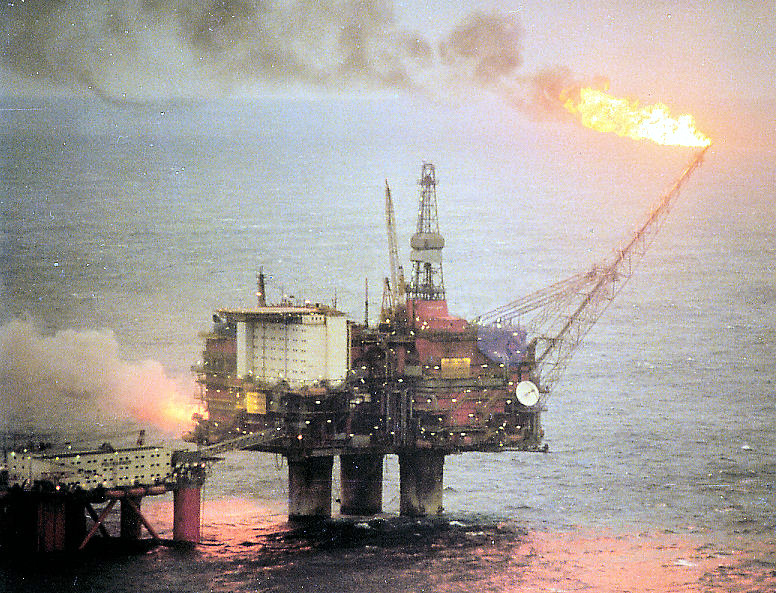
Těžba ropy v Severním moří

V Severním moři probíhá již několik desetiletí rozsáhlá těžba ropy. V 90. letech 20. století se vedl spor o osud vysloužilé ropné plošiny Brent Spar, která byla provozována ropnou firmou Shell a původně měla být potopena na mořské dno. V roce 1995 komise úmluvy OSPAR vyhlásila moratorium na potápění ropných plošin nebo jejich ukládání na mořské dno. V roce 1998 byl členskými státy OSPAR jednomyslně odhlasován zákaz potápění takových zařízení v Severním moři. V roce 1999 nastal pro naleziště v Severním moři ropný vrchol a množství vytěžené ropy klesá přibližně o 1/10 za rok.

## Přístavy, doprava
Nejvýznamnější přístavy jsou Rotterdam, Londýn, Antverpy, Hamburk, Edinburgh, Bergen a Oslo. Od roku 1895 je Severní moře propojeno s Baltským mořem Kielským průplavem.